# Dimackord
Dimackord (från engelskans diminished, förminskad), betecknar ibland treklanger, ibland fyrklanger, uppbyggda genom stapling av små terser. 
Dim7-ackord är en fyrklang som även kallas helförminskat septimackord. Exempelvis är Cdim7 ett C7-ackord där alla toner utom grundtonen har sänkts ett halvtonssteg. Det består således av tonerna c, ess, gess och bessess (klingande a). Ackordet hade i teorin kunnat skrivas Cm6–5, men betecknas C°7 eller Cdim7. 
Notera att avståndet är en liten ters, dvs tre halvtonssteg, mellan varje ton i denna fyrklang. Denna symmetri gör att det bara finns tre dim7-ackord, men med olika grundtoner. C°7 består nämligen av samma toner som E♭°7, G♭°7 och A°7, men med grundtonen C. På samma sätt består ackorden C♯°7, E°7, G°7 och A♯°7 av samma toner, men har olika grundton. Slutligen är D°7, F°7, G♯°7 och B°7 samma ackord, men med olika grundton.
I vissa böcker, bland annat flertalet vis- och popnotböcker, kallas ovanstående fyrklang för dimackord, och betecknas Cdim eller C°. I andra böcker, främst inom musikteori för klassisk musik och jazzmusik, skiljer man mellan dim7-ackord och dim-ackord, där det senare är en dimtreklang - en förminskad durtreklang. C° eller Cdim betecknar i detta sammanhang ett förminskat C-durackord, där alla toner utom grundtonen sänkts en halvtonssteg, och består således av tonerna c, ess, och gess. Alternativt kan denna treklang betecknas Cm-5 eller Cm♭5.
I ett halvförminskat septimackord, som betecknas CØ7 eller Cm7♭5, är alla toner utom grundtonen och septiman sänkta ett halvtonssteg. I fallet CØ7 blir således tonerna c, ess, gess och bess.
Räknat från bastonen består dim-treklangen av: grundton, liten ters, förminskad kvint. En dim7-fyrklang innehåller dessutom en stor sext (detta intervall kallas ibland även förminskad septima). Ett halvförminskat septimackord (Ø7) innehåller istället en liten septima.
Notera att ackordet C7-9 eller C7♭9 (ett septimackord med förminskad nona) kan betraktas som ett D♭°7/C, dvs som en dimfyrklang bestående av tonerna D♭, E, G och B♭, men med basen C.